# Kościół poewangelicki w Lubomierzu
Kościół poewangelicki – dawna świątynia protestancka znajdująca się w mieście Lubomierz, w województwie dolnośląskim.

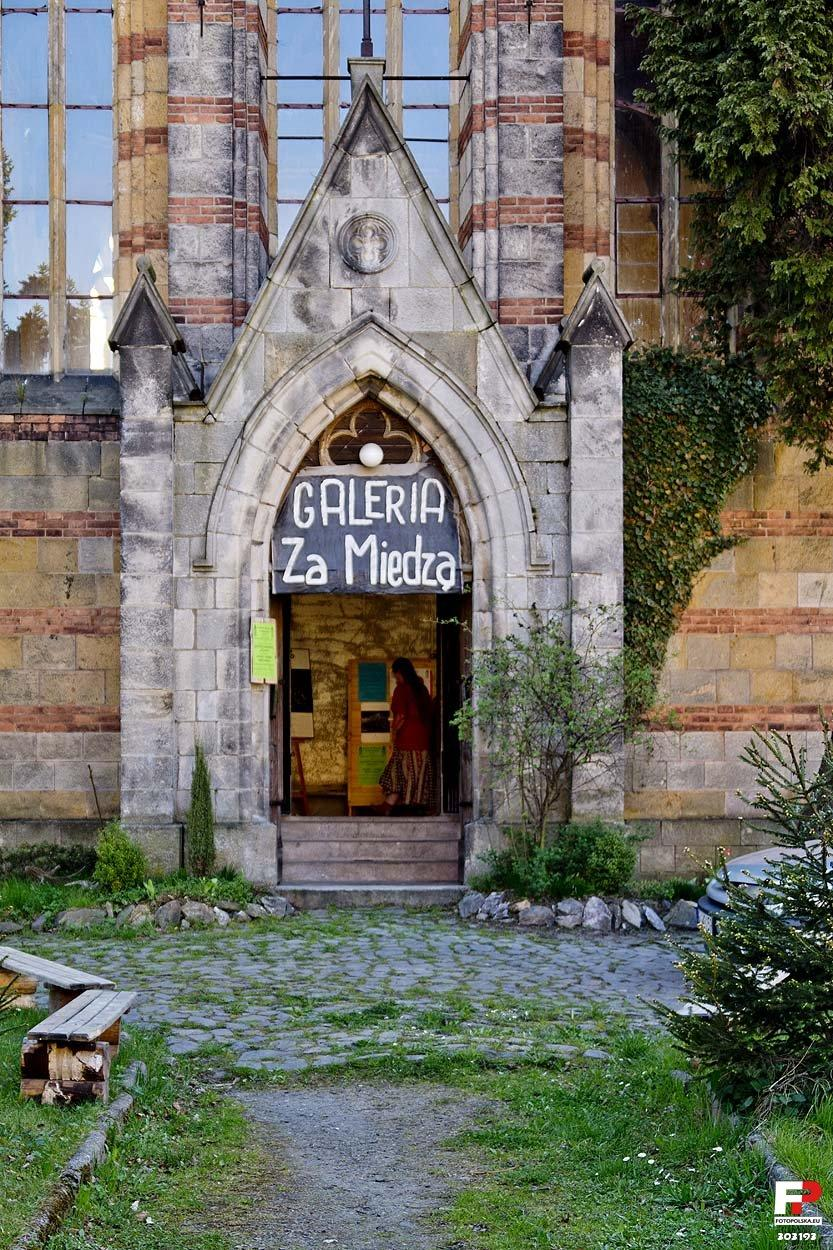

Świątynia została ufundowana przez króla i wzniesiona w 1852 roku w stylu neogotyckim dla 150 ewangelików z Lubomierza i okolic. Po zakończeniu II wojny światowej budowla coraz bardziej niszczała. W 2000 roku dzięki staraniom małżeństwa Ewy i Daniela Antosików w świątyni powstała „Galeria za Miedzą”. Od tej pory są tutaj organizowane koncerty i wystawy, a dawna świątynia została wyremontowana.